# Storia dell'Avana
La storia dell'Avana, la capitale di Cuba, inizia 500 anni fa, e narra della città più famosa dei Caraibi, fondata in epoca coloniale dagli spagnoli. Essa è parte fondamentale dell'isola e della sua cultura tanto che un detto cubano dice: Cuba è l'Avana il resto è paesaggio.

## Fondazione e primi anni

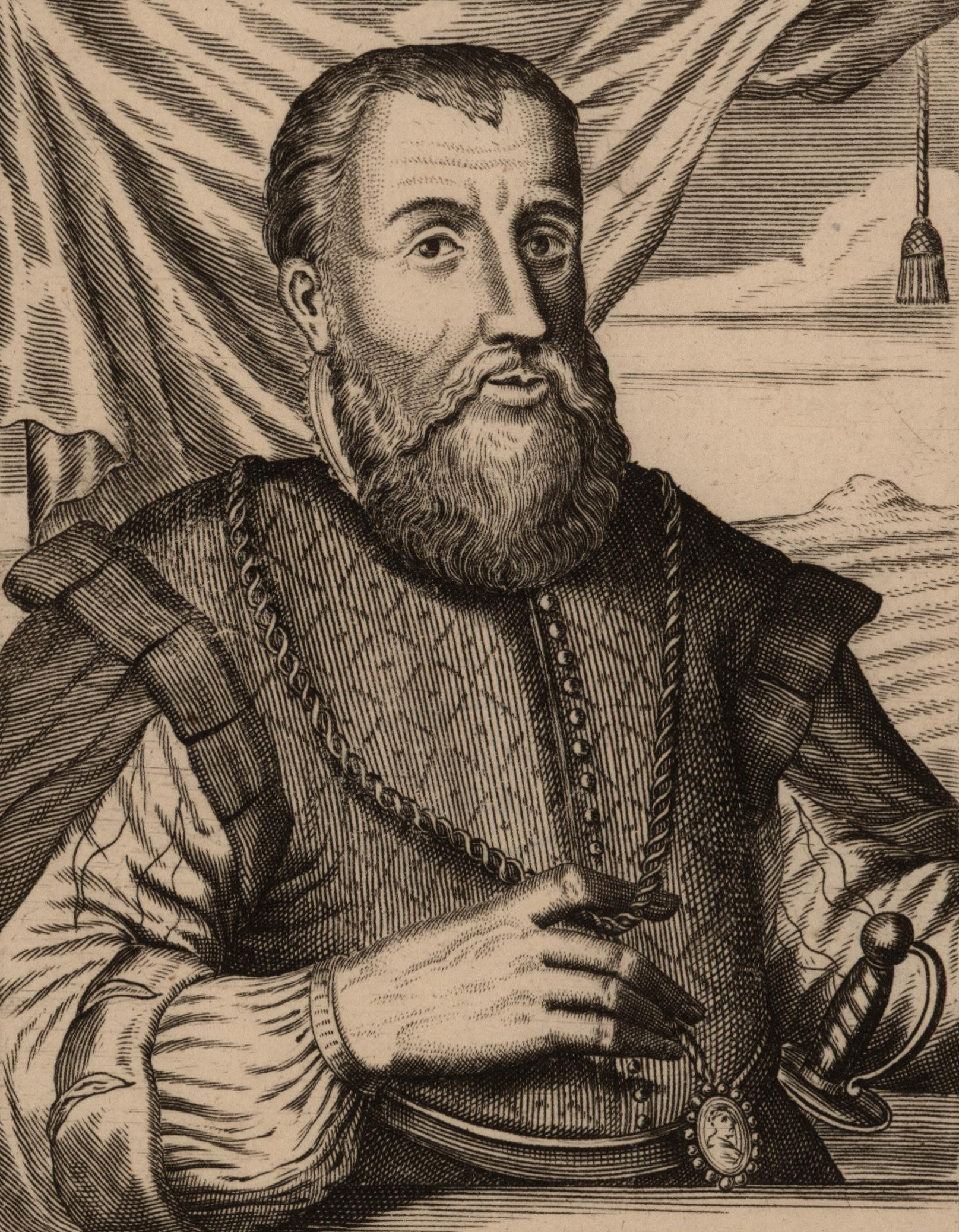
Diego Velázquez de Cuéllar, primo governatore di Cuba che fondò l'Avana nel 1514 nella sua vecchia locazione.

Il sito fu visitato per la prima volta dagli spagnoli durante la circumnavigazione dell'isola di Sebastián de Ocampo nel 1509. Nel 1510, i primi coloni spagnoli arrivarono dall'isola di Hispaniola e iniziarono la conquista di Cuba. Diego Velázquez de Cuéllar fondò San Cristóbal de la Habana il 25 agosto 1514 o 1515, sulla costa meridionale dell'isola, vicino all'attuale città di Surgidero de Batabanó, o più probabilmente sulle rive del fiume Mayabeque vicino a Playa Mayabeque. Tutti i tentativi di fondare una città sulla costa meridionale di Cuba fallirono, tuttavia, una prima mappa di Cuba disegnata nel 1514 pone la città alla foce di questo fiume. Tra il 1514 e il 1519, la città aveva due diversi stabilimenti commerciali sulla costa nord, uno a La Chorrera, (oggi nel quartiere di Puentes Grandes) e vicino al fiume Almendares. La posizione attuale dell'Avana è adiacente a quella che fu allora chiamata Puerto de Cardenas, nel 1519. La qualità di questa baia naturale, ora sede del porto, garantiva l'efficienza di questo cambio di posizione. Bartolomé de las Casas ha scritto:
... una delle navi, o entrambe, avevano la necessità di essere carenate, che è quella di rinnovare o riparare le parti che viaggiano sott'acqua, e di mettere catrame e cera in esse, ed entrarono nel porto che ora chiamiamo L'Avana, e lì fecero carriera, così il porto si chiamava de Carenas. Questa baia è molto buona e può ospitare molte navi, che ho visitato pochi anni dopo la Scoperta ... poche sono in Spagna, o in altre parti del mondo, che sono uguali ...
Questo incredibile porto all'ingresso del Golfo del Messico, con facile accesso alla Corrente del Golfo, la principale corrente oceanica seguita dai navigatori quando viaggiavano dalle Americhe verso l'Europa, portò allo sviluppo iniziale dell'Avana come principale porto delle colonie spagnole del Nuovo Mondo. Questo stabilimento definitivo è commemorato da El Templete, lì sotto un albero di ceiba, fu celebrata la prima messa e il Cabildo ricevette la custodia dei privilegi della città dell'Avana, secondo l'usanza e l'uso delle leggi della Castiglia. La colonna commemorativa fu eretta dal governatore Francisco Cagigal de la Vega nel 1754, quando l'albero di ceiba non poteva più essere sostenuto.
L'Avana era la sesta città fondata dagli spagnoli sull'isola, chiamata San Cristóbal de la Habana da Pánfilo de Narváez: il nome combina San Cristóbal, santo patrono della città e Habana, di origine sconosciuta, probabilmente derivato da Habaguanex, un capo nativo americano che controllava quella zona, come menzionato da Velasquez nel suo rapporto al Re di Spagna Ferdinando II. Poco dopo la fondazione delle prime città di Cuba, l'isola servì come base per spedizioni di esplorazione, conquista e insediamento in altre terre. Hernán Cortés organizzò la sua spedizione in Messico partendo dalla città. Cuba, durante i primi anni dalla colonizzazione, non fornì ricchezza immediata ai Conquistadores, poiché era povera di metalli e pietre preziose e molti dei suoi coloni si trasferirono nelle terre più promettenti del Messico e del Sud America. Le leggende di El Dorado e le Sette città di Cibola attirarono molti avventurieri dalla Spagna, e anche dalle colonie adiacenti, lasciando l'Avana e il resto di Cuba in gran parte spopolate.

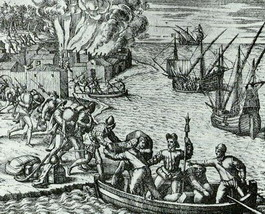
Il pirata francese Jacques de Sores che saccheggia e brucia l'Avana nel 1555

L'Avana era originariamente un medio porto commerciale e subiva regolari attacchi da parte di bucanieri, pirati, corsari francesi. Il primo attacco e conseguente incendio della città fu del corsaro francese Jacques de Sores nel 1555, il pirata prese facilmente la città, saccheggiando la città e bruciandone gran parte, De Sores se ne andò però senza ottenere l'enorme ricchezza che sperava di trovare a L'Avana, poiché ancora una piccola città. Tali attacchi convinsero la Corona spagnola a finanziare la costruzione delle prime fortezze nelle principali città non solo per contrastare pirati e corsari, ma anche per esercitare un maggiore controllo sul commercio con le Indie occidentali e per limitare il vasto contrabbando che era sorto a causa delle restrizioni commerciali imposte dalla Casa de Contratación di Siviglia (la casa commerciale controllata dalla corona che deteneva il monopolio del commercio del Nuovo Mondo).
Per contrastare gli attacchi dei pirati contro convogli di galeoni diretti in Spagna carichi di tesori, la corona decise di proteggere le sue navi concentrandole in un'unica grande flotta , la Flotta spagnola del tesoro, che avrebbe attraversato l'Oceano Atlantico annualmente. Una singola flotta mercantile sarebbe stata più facilmente protetta dall'armata o dalla marina. In seguito a un decreto reale del 1561, tutte le navi dirette verso la Spagna dovevano radunare questa flotta nella baia dell'Avana. Le navi viaggiavano da maggio ad agosto, in attesa delle migliori condizioni meteorologiche, e insieme la flotta partiva dall'Avana per la Spagna entro settembre.
Ciò favorì naturalmente il florido commercio e lo sviluppo della città. Le merci scambiate all'Avana includevano oro, argento, lana di alpaca delle Ande, smeraldi della Colombia, mogano da Cuba e Guatemala, cuoio di Guajira, spezie, bastoncini di tintura di Campeche, mais, manioca e cacao. Le navi provenienti da tutto il Nuovo Mondo trasportavano i prodotti prima all'Avana, per poi essere trasportati dalla flotta in Spagna. Le migliaia di navi raccolte nella baia della città alimentarono anche l'agricoltura, poiché esse dovevano essere rifornite di cibo, acqua e altri prodotti necessari per attraversare l'oceano. Nel 1563, il Capitán General (il governatore spagnolo dell'isola) trasferì la sua residenza da Santiago de Cuba all'Avana, attratto dalla ricchezza e dall'importanza recentemente acquisita dalla città, sancendo in modo non ufficiale il suo status di capitale dell'isola.
Il 20 dicembre 1592, il re Filippo II di Spagna concesse all'Avana il titolo di Città, più tardi, la città sarebbe stata ufficialmente designata come "Chiave del Nuovo Mondo" e "Bastione delle Indie Occidentali" dagli spagnoli. Nel frattempo, proseguirono gli sforzi per costruire o migliorare le difese della città. Il Castillo de San Salvador de la Punta sorvegliava l'ingresso occidentale della baia, mentre il Castillo de los Tres Reyes Magos del Morro sorvegliava l'ingresso orientale. Il Castillo de la Real Fuerza difendeva il centro della città e funse come residenza del governatore fino a quando fu costruito un palazzo più confortevole. Altre due torri difensive, La Chorrera e San Lázaro furono costruite in questo periodo.

## XVII secolo

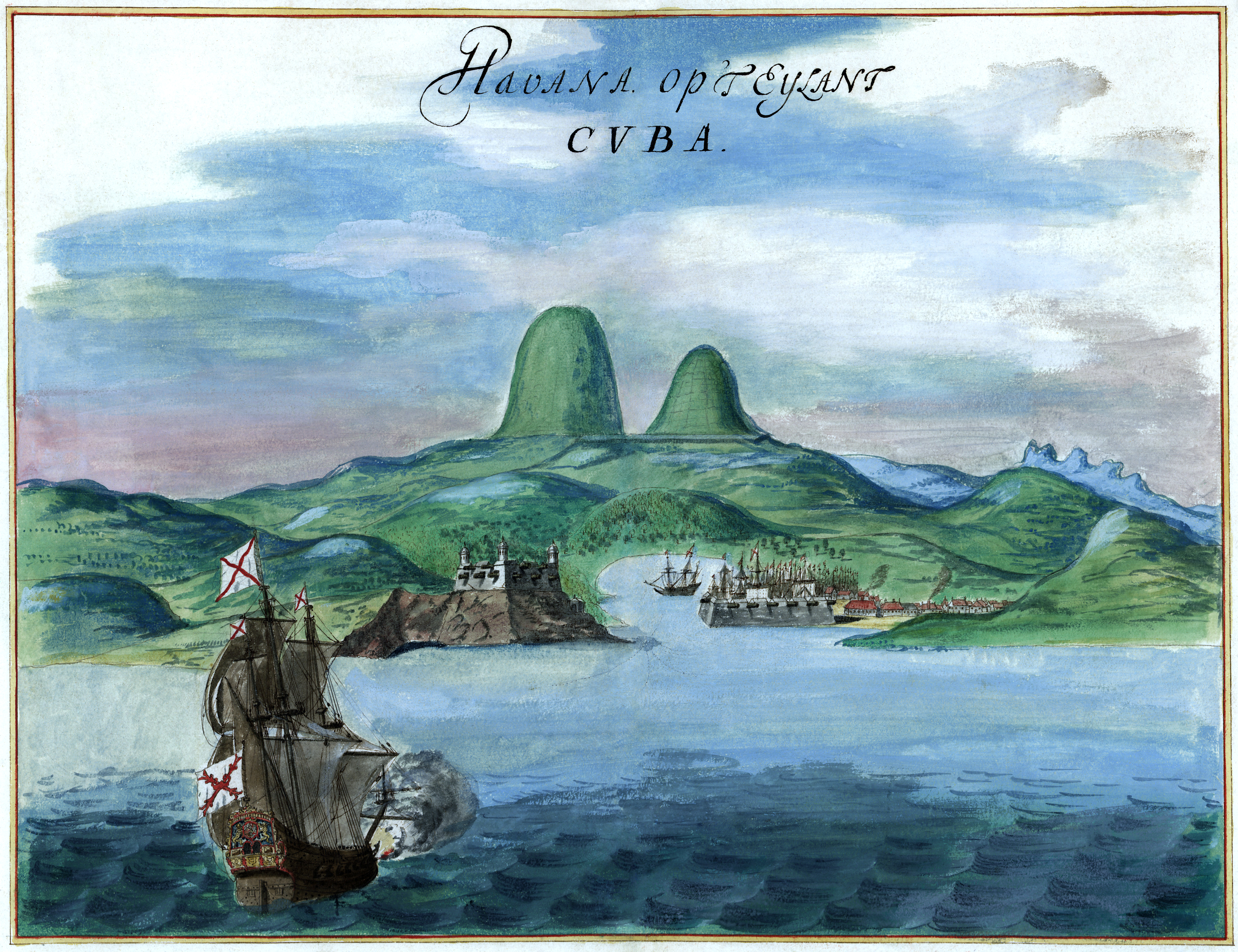
Veduta panoramica dell'Avana dipinta ad acquarelli nel 1639 circa

L'Avana si espanse notevolmente nel XVII secolo: nuovi edifici furono costruiti con i materiali più abbondanti dell'isola, principalmente legno, combinando vari stili architettonici iberici e prendendo in prestito abbondantemente dalle caratteristiche architettoniche delle Isole Canarie. Durante questo periodo la città costruì anche monumenti civili ed edifici religiosi. Il Convento di Sant'Agostino, il Castillo di El Morro, la cappella dell'Humilladero, la fontana della Dorotea de la Luna a La Chorrera, la Chiesa dell'Angelo Santo, l'Ospedale di San Lazzaro, il Monastero di Santa Teresa e il convento di San Felipe Neri furono completati in questa epoca.
Nel 1607 divenne la capitale ufficiale di Cuba.
Nel 1649 un'epidemia fatale, portata da Cartagena de Indias, in Colombia, colpì un terzo della popolazione cittadina. Il 30 novembre 1665, la regina Maria Anna d'Austria, vedova del re Filippo IV di Spagna, ratificò lo scudo araldico di Cuba, che prese come motivi simbolici i tre principali castelli dell'Avana: La Real Fuerza, El Morro e San Salvador de la Punta; lo scudo mostrava anche una chiave simbolica d'oro per rappresentare il titolo "Chiave per il Golfo". Nel 1674 furono avviati i lavori per le mura della città, come parte dei lavori di fortificazione che verranno completate entro il 1740.

## XVIII secolo

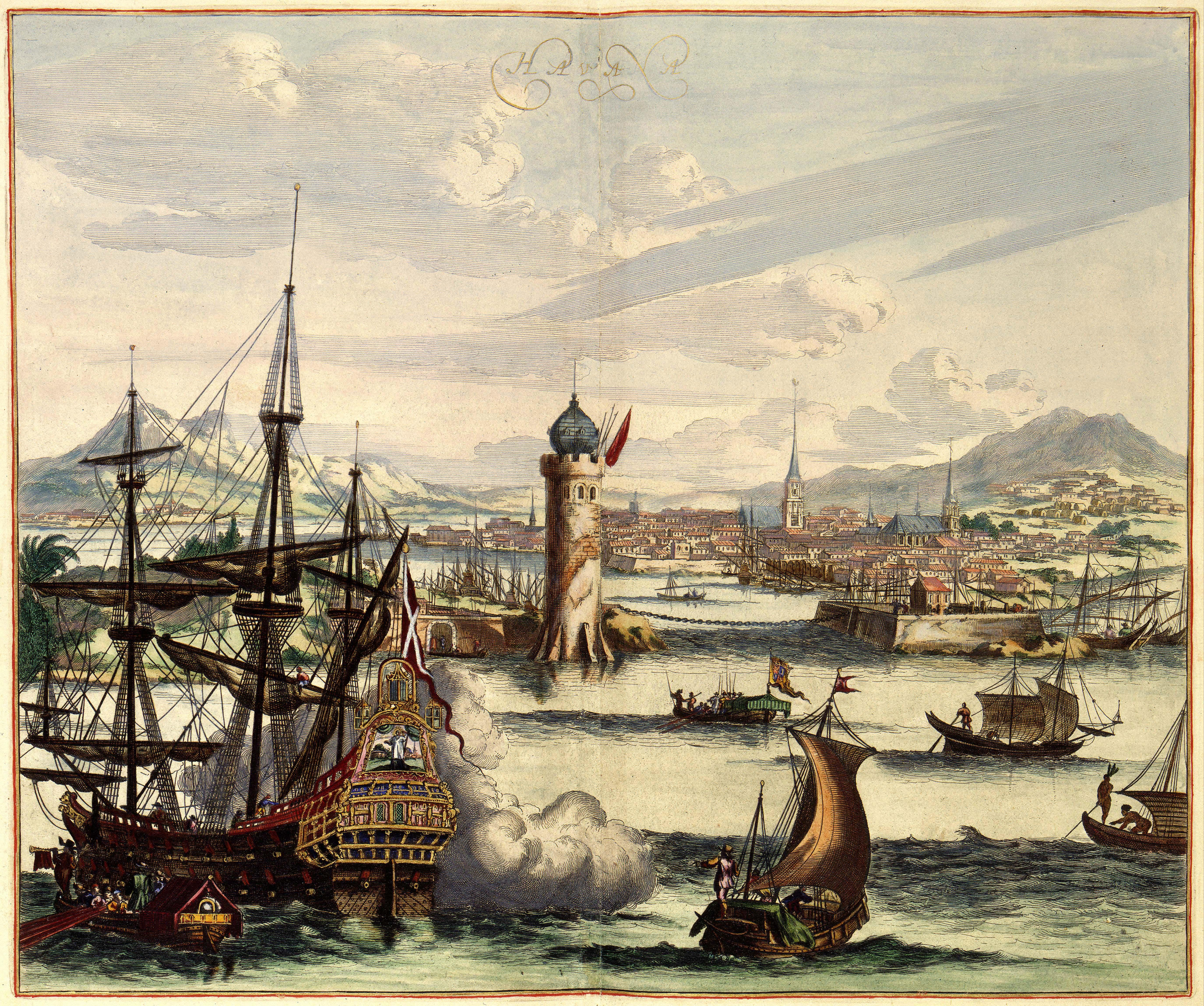
Vista dell'Avana nel XVIII secolo in un un'incisione olandese

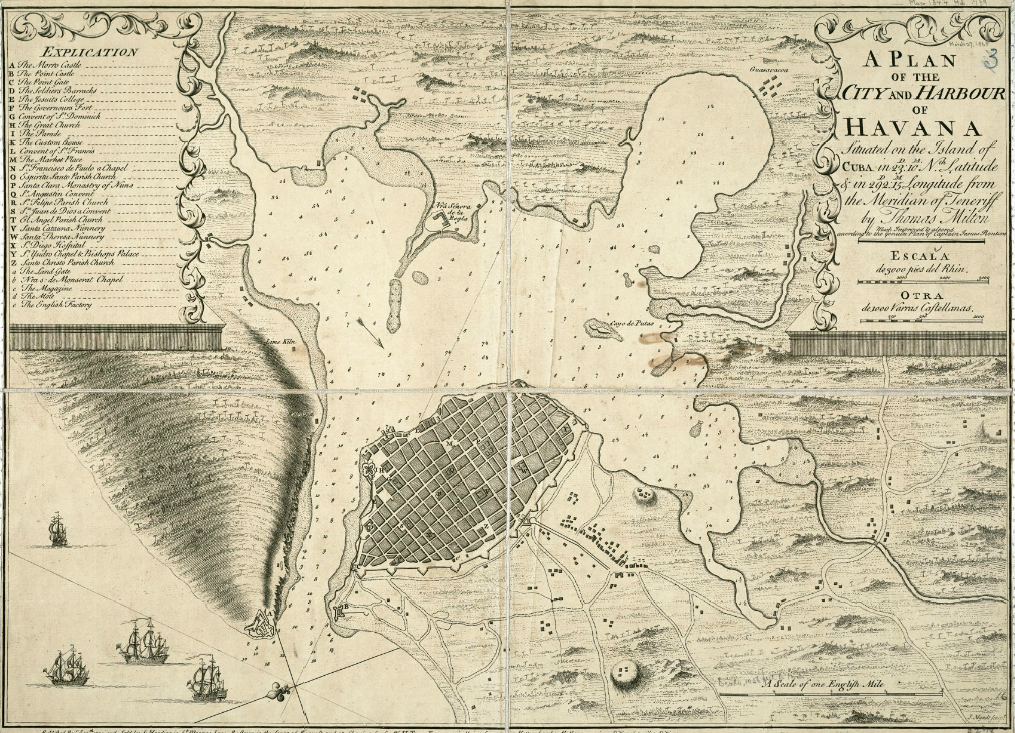
Mappa dell'Avana nel 1739

Nel 1728 fu fondata l'Università Reale e Pontificia di San Jerónimo nel convento di San Juan de Letrán.
Nel 1739-1740 venne fondata la Reale Compagnia di Commercio dell'Avana in modo tale da monopolizzare il commercio di zucchero e tabacco (unici prodotti dell'isola), per l'importazione degli articoli di consumo e per impedire il contrabbando.
Nel 1748 venne costruita la cattedrale.
Dalla metà del XVIII secolo, L'Avana contava più di 70.000 abitanti ed era la terza città più grande delle Americhe, posizionandosi dietro Lima e Città del Messico, ma davanti a Boston e New York.

Stemma storico della città (XVIII secolo–1898)

### Occupazione inglese

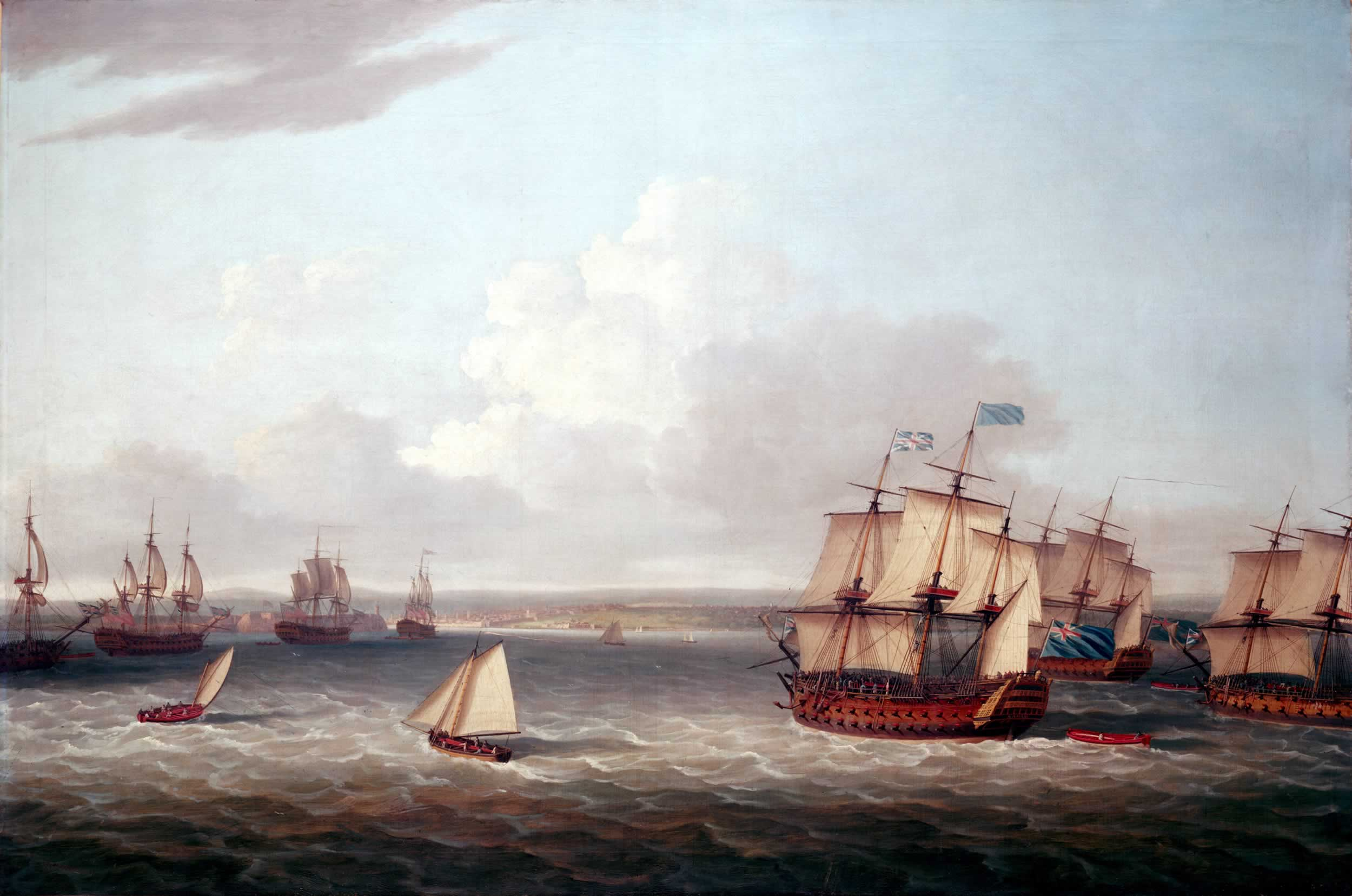
La flotta inglese entra all'Avana nel 1762

La città fu catturata dagli inglesi durante la Guerra dei sette anni. L'episodio iniziò il 6 giugno 1762, quando all'alba, una flotta britannica, composta da oltre 50 navi e una forza combinata di oltre 11.000 uomini della Royal Navy e dell'Esercito, arrivò nelle acque cubane e compì uno sbarco anfibio a est dell'Avana. Gli invasori conquistarono le alture conosciute come La Punta sul lato est del porto e iniziarono il bombardamento del vicino castello di El Morro e della città stessa. Dopo un assedio di due mesi, El Morro fu catturato, dopo la morte del coraggioso difensore Luis Vicente de Velasco y Isla, il 30 luglio 1762 e la città si arrese formalmente il 13 agosto. Sebbene gli inglesi avessero perso solo 560 uomini in combattimento durante l'assedio, alla fine più della metà delle loro forze perì a causa delle malattie, in particolare la febbre gialla.

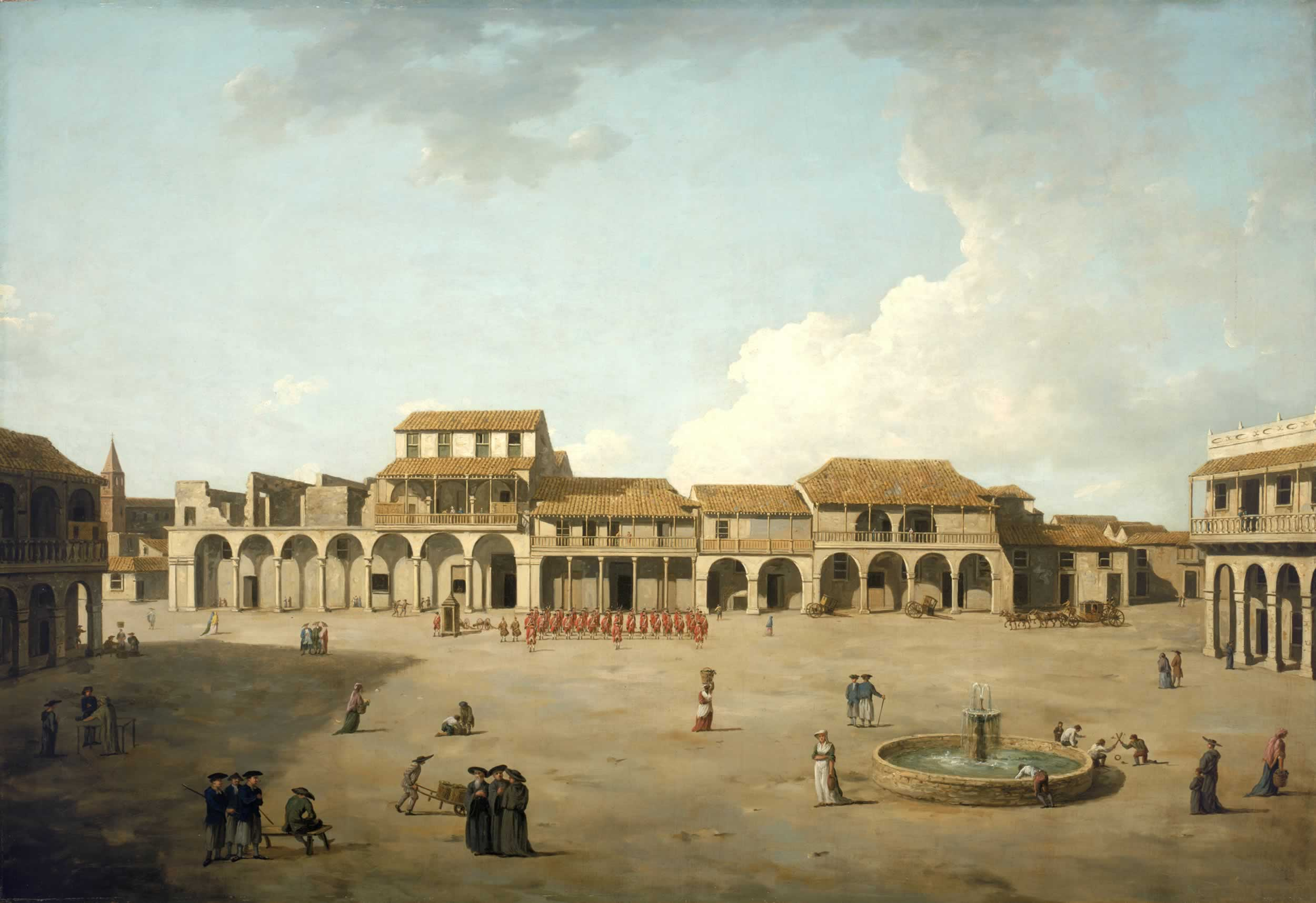
Vista della piazza della città sotto gli inglesi, dipinta Dominic Serres.

Gli inglesi aprirono immediatamente i commerci con le loro colonie nordamericane e caraibiche, provocando una rapida trasformazione della società cubana. Cibo, cavalli e altre merci si riversarono nella città e migliaia di schiavi dall'Africa occidentale furono trasportati sull'isola per lavorare nelle piantagioni di zucchero. Anche se L'Avana, che era terza città più grande del nuovo mondo, doveva entrare in un'era di sviluppo sostenuto e rafforzare i legami con il Nord America, l'occupazione britannica non durò. La pressione a Londra da parte dei commercianti di zucchero che temevano un calo dei prezzi dello zucchero costrinse ad una serie di negoziati con gli spagnoli sui territori coloniali. Meno di un anno dopo la cattura dell'Avana, il Trattato di Parigi firmato dalle tre potenze in guerra, pose fine alla Guerra dei sette anni. Il trattato diede alla Gran Bretagna la Florida in cambio della restituzione dell'Avana, su raccomandazione dei francesi, i quali avvertirono che il rifiuto dell'offerta avrebbe potuto sottrarre la Spagna e gran parte del continente sudamericano all'influenza inglese.

### Ritorno alla Spagna
Dopo aver riguadagnato la città, gli spagnoli trasformarono l'Avana nella città più potentemente fortificata delle Americhe. La costruzione iniziò con quella che sarebbe diventata la fortezza di San Carlos de la Cabaña, la più grande fortificazione spagnola nel Nuovo Mondo. I lavori si protrassero per undici anni e furono enormemente costosi (tanto che si dice che il re Carlo III si affacciasse dalla finestra del suo palazzo per indicare la fortezza), ma alla fine il forte divenne un baluardo inattaccabile ed essenziale per la difesa dell'Avana e fu munito con un gran numero di cannoni forgiati a Barcellona. Furono costruite anche altre due fortificazioni: il castello di Atarés che difendeva il cantiere navale nella baia interna, mentre il castello di El Príncipe che sorvegliava la città da ovest. Diverse batterie di cannoni situate lungo il canale della baia assicurarono che nessun angolo nel porto rimanesse indifeso.
Nel 1774 venne realizzato il primo censimento ufficiale di Cuba: 171.670 abitanti, di cui 44.333 schiavi.
La cattedrale dell'Avana costruita nel 1748 come chiesa gesuita e convertita nel 1777 in chiesa parrocchiale dopo la soppressione dei gesuiti in territorio spagnolo nel 1767, nel 1788 divenne formalmente una cattedrale. Tra il 1789 e il 1790 Cuba fu unita in una singola diocesi dalla Chiesa cattolica. Il 15 gennaio 1796, i resti di Cristoforo Colombo furono trasportati sull'isola da Santo Domingo. Rimasero qui fino al 1898, quando furono trasferiti nella Cattedrale di Siviglia, dopo la perdita di Cuba da parte della Spagna.
Il cantiere navale dell'Avana (chiamato El Arsenal) era estremamente attivo, grazie alle risorse di legname disponibili nelle vicinanze della città. La Santísima Trinidad era la più grande nave da guerra del suo tempo. Varata nel 1769, era lunga circa 62 metri, aveva tre ponti e 120 cannoni, successivamente venne potenziata fino a 144 cannoni e quattro ponti e affondò in seguito alla battaglia di Trafalgar nel 1805. Questa nave costò 40.000 pesos fuertes dell'epoca, il che dà un'idea dell'importanza dell'Arsenal.

## XIX secolo

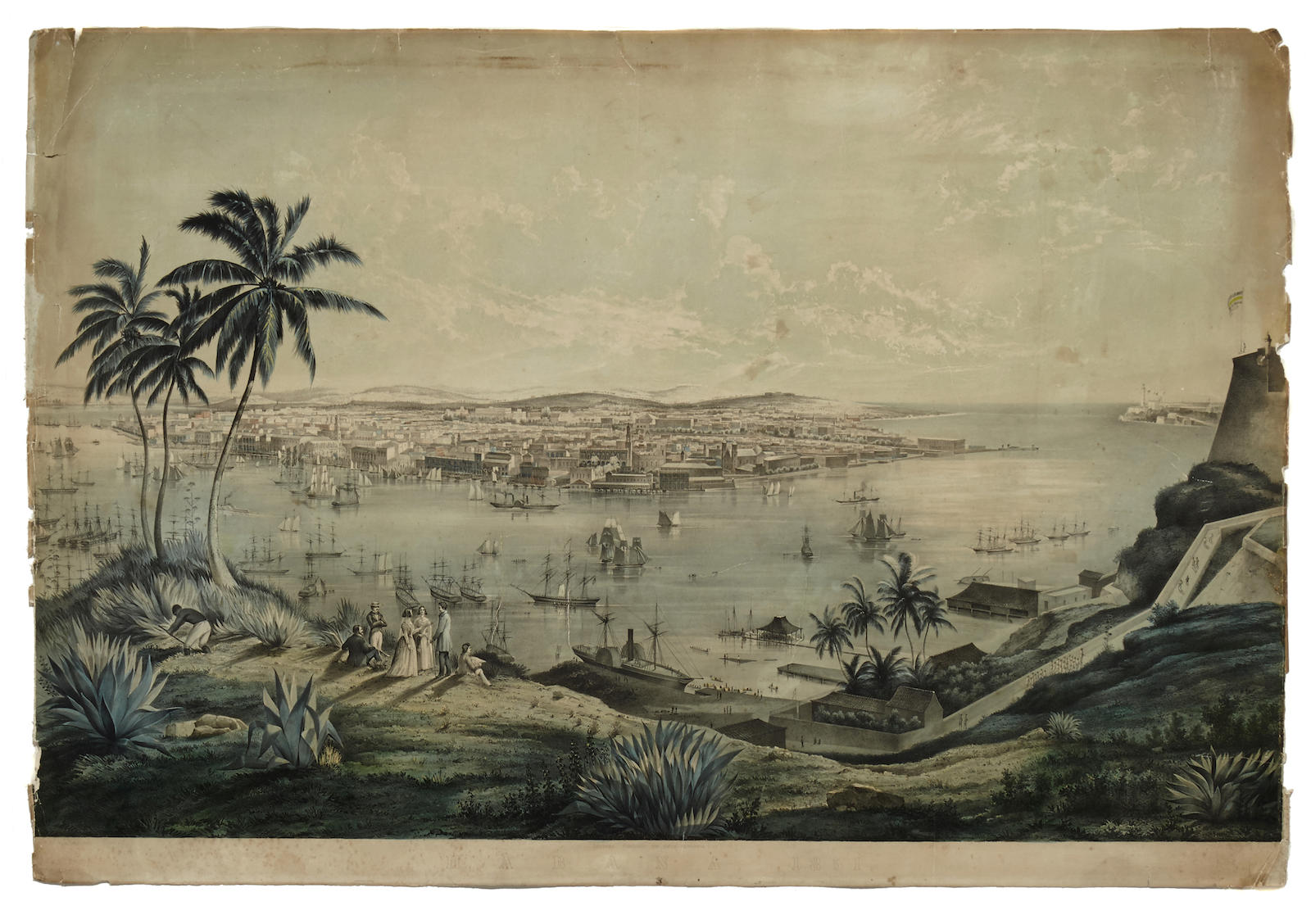
Vista dell'Avana nel 1851

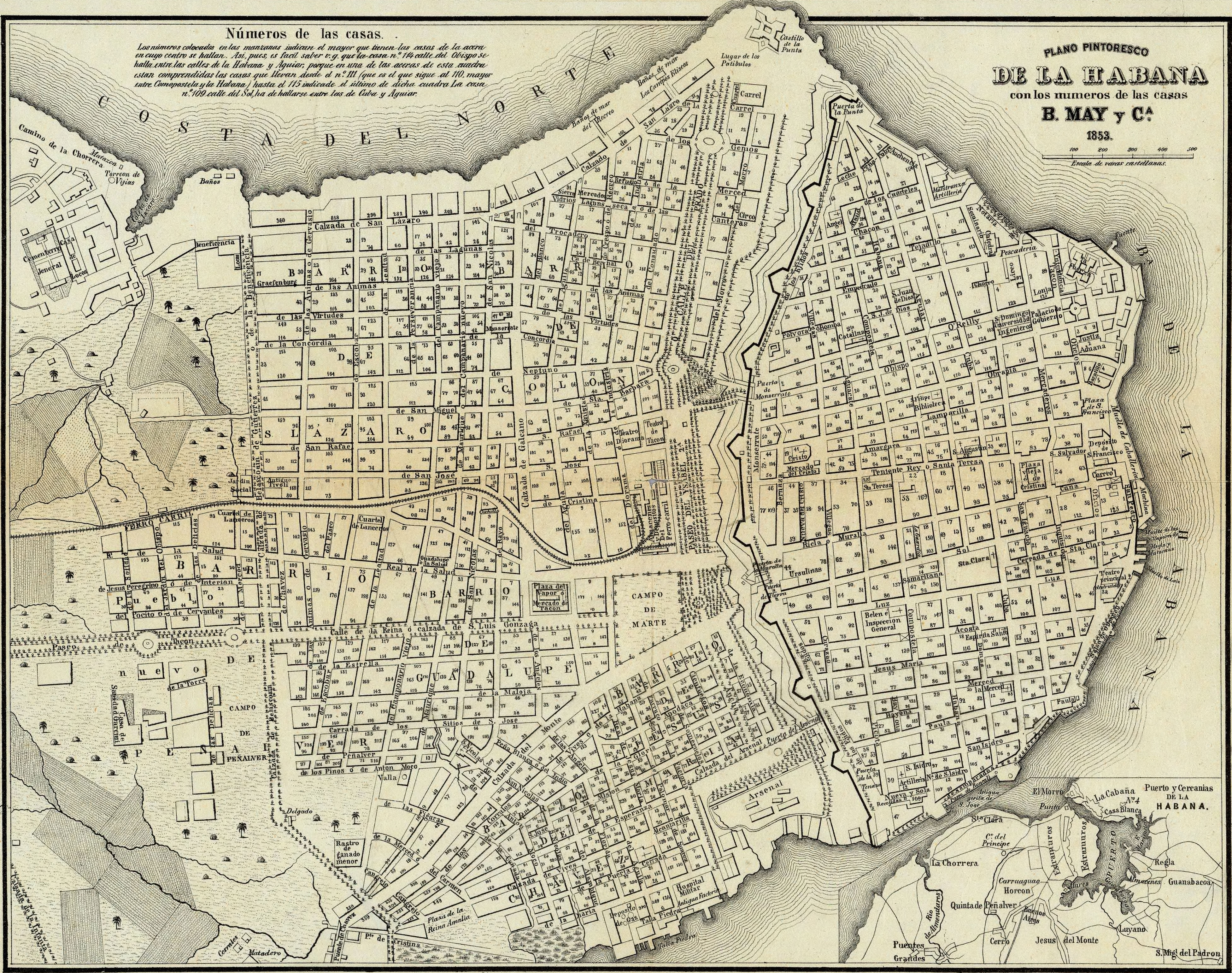
L'Avana nel 1853

Il secolo si aprì con l'arrivo nel 1801 del famoso naturalista e geografo Alexander von Humboldt
All'aumentare del commercio tra i Caraibi e gli stati del Nord America all'inizio del XIX secolo, L'Avana divenne una città fiorente e alla moda. I teatri` dell'Avana presentavano gli attori più illustri dell'epoca e la prosperità tra la classe media in crescita portò alla costruzione di costose nuove dimore neoclassiche. In questo secolo vengono edificati diversi acquedotti per rifornire più facilmente la città in crescita. Durante questo periodo, L'Avana divenne nota come la Parigi delle Antille.
Nel 1837 fu costruita la prima ferrovia dell'isola, un tratto di 51 km tra L'Avana e Bejucal, che veniva
principalmente utilizzata per il trasporto dello zucchero dalla Valle de Güines al porto, con questo, Cuba divenne il quinto paese al mondo ad avere una ferrovia e il primo paese di lingua spagnola. Nel corso del secolo, La città fu arricchita dalla costruzione di ulteriori strutture culturali, come il Tacon Teatre, uno dei più lussuosi del mondo, il Liceo artistico e letterario e il teatro Coliseo.
Nel 1846 viene distrutta da un potente uragano
Verso il 1850, lo sviluppo dell'industria dello zucchero, del tabacco, e della ferrovia, produsse una fiorente economia che fece diventare Cuba un paese estremamente ricco. In questi anni viene fondata la Real Fábrica de Tabacos H. Upmann (oggi Fábrica José Martí), fondata da Hermann D. Upmann con i fondi della banca H. Upmann & Co. Il suo edificio è oggi un'agenzia della Banca centrale di Cuba. Nel 1860, al suo massimo splendore economico, L'Avana era un riflesso vivente di quella ricchezza e prosperità dell'intera isola.

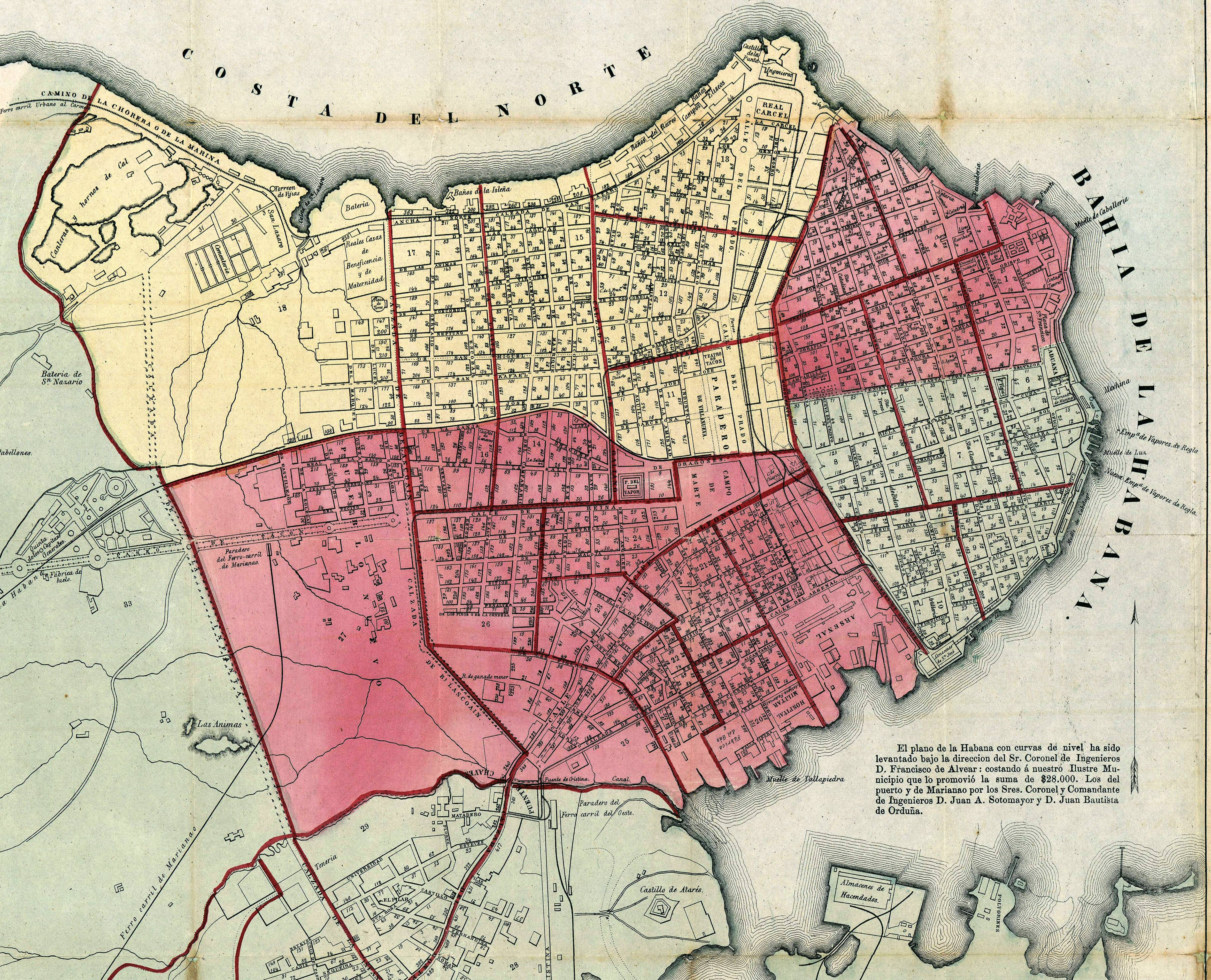
Mappa dell'Avana nel 1866

Nel 1863, le mura della città furono abbattute in modo da poter ampliare la metropoli. Alla fine del secolo, le classi benestanti si trasferirono nel quartiere del Vedado. Successivamente, emigrarono verso Miramar e oggi, sempre più a ovest, si stabilirono a Siboney.
Dopo che gli Stati Confederati d'America furono sconfitti nella guerra civile americana nel 1865, molti ex proprietari di schiavi continuarono a gestire le piantagioni trasferendosi a L'Avana. Il fatto che la schiavitù fosse legale a Cuba fino al 1886 portò all'interesse del Sud America, incluso un piano dei Cavalieri del Cerchio d'oro per creare un "Cerchio d'oro" con il centro sull'Avana, il cui scopo era quello di creare un'unione di stati schiavisti,  per abolirne la schiavitù.

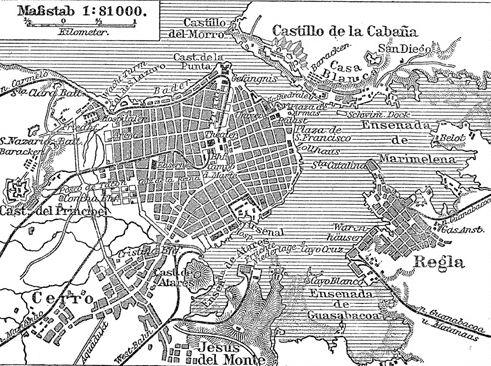
L'Avana nel 1888

Alla fine del XIX secolo, L'Avana fu testimone degli ultimi momenti del colonialismo spagnolo in America, che si concluse definitivamente quando la nave da guerra degli Stati Uniti USS Maine fu affondata nel suo porto, dando agli USA il pretesto per invadere l'isola e sfruttare la rivolta per l'indipendenza, contro la Spagna per conquistare l'isola, scatenando così la Guerra ispano-americana.

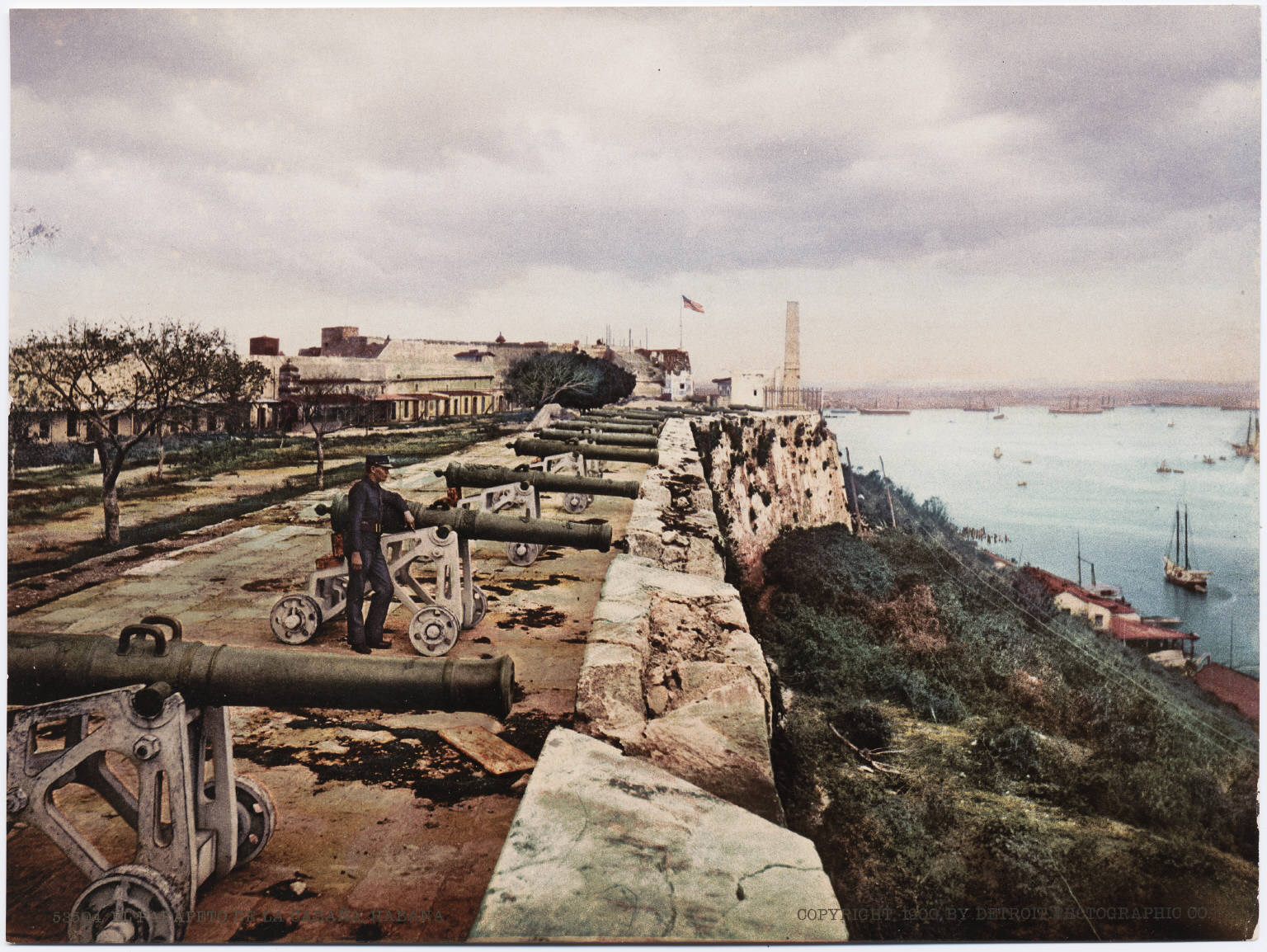
L'Avana a seguito dell'invasione statunitense.

## XX secolo

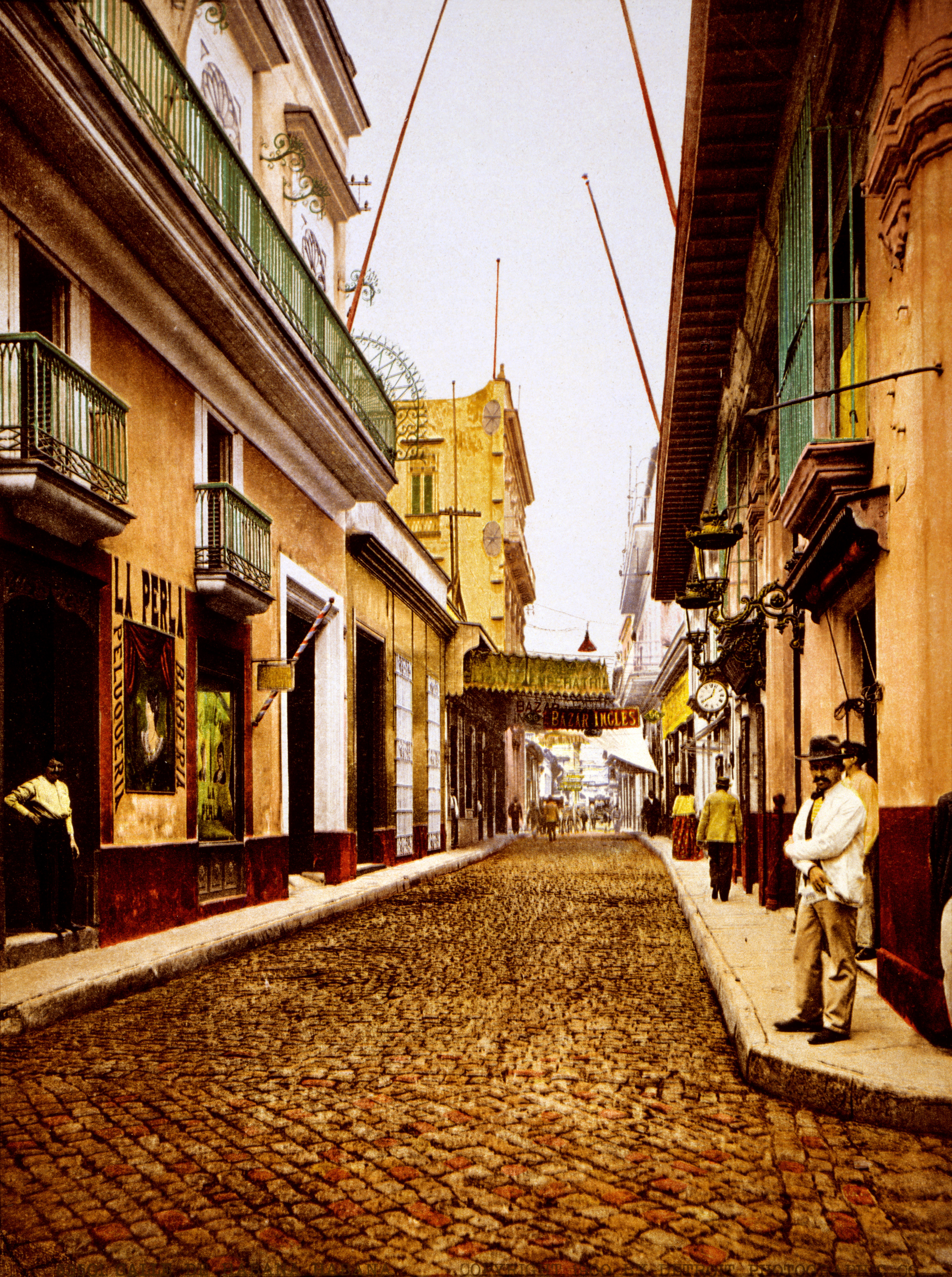
Foto dell'Avana del 1900. ca, scattata da William Henry Jackson.

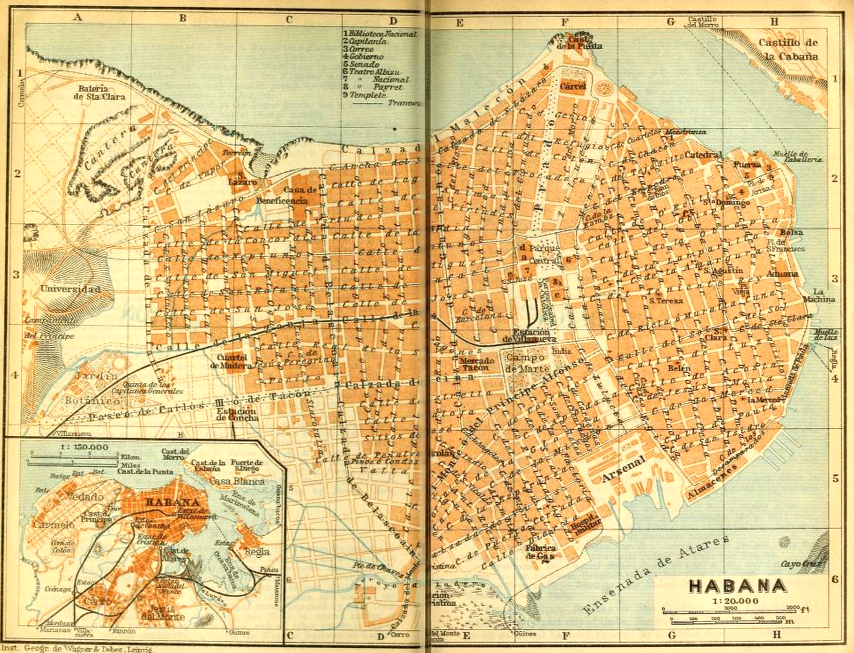
L'Avana nel 1909

Il XX secolo iniziò con l'Avana, e quindi Cuba, sotto il controllo degli Stati Uniti a seguito della guerra ispano-americana. Il 20 maggio 1902, i poteri del governo passano nelle mani cubane, quando l'emblema nazionale viene simbolicamente issato nel Castillo del Morro. Fino al 1959 l'influenza degli Stati Uniti sarà costante e decisiva, soprattutto sul piano economico.
Nel 1906 la Bank of Nova Scotia aprì la prima filiale a L'Avana, Cuba e nel 1931 aveva tre filiali in città.

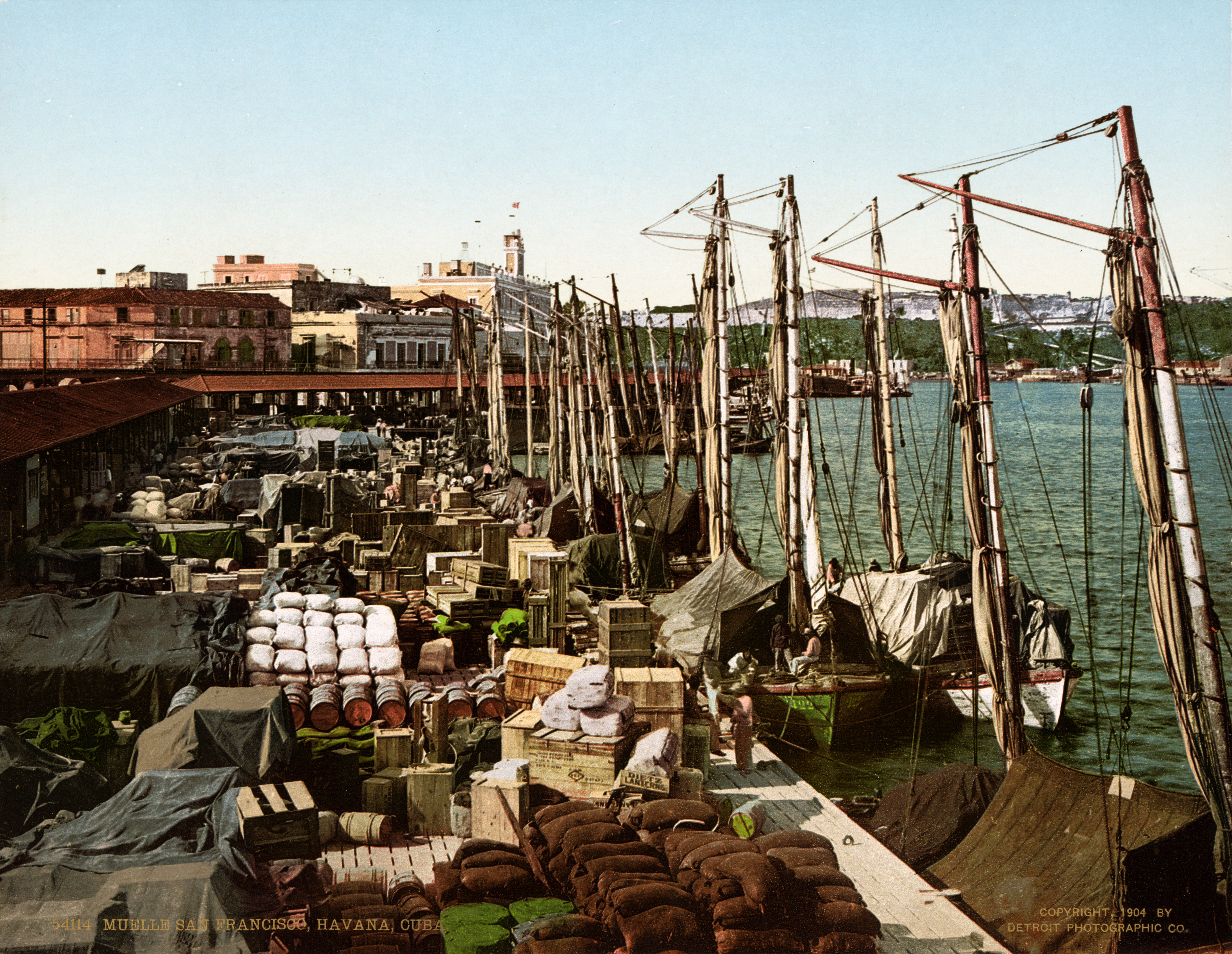
Muelle San Francisco (molo di San Francesco) 1904

Durante il periodo repubblicano, dal 1902 al 1959, la città vide una nuova era di sviluppo. Tutti gli sforzi dell'industria e del commercio crebbero molto rapidamente, Cuba si riprese dalla devastazione della guerra diventando un paese benestante, con la terza classe media più grande e ricca nell'emisfero. L'edilizia era un settore importante, i condomini per ospitare la nuova classe media, così come i palazzi per i magnati cubani, furono costruiti ad un ritmo rapido, numerosi hotel di lusso, casinò e locali notturni furono costruiti negli anni '30 per servire la fiorente industria turistica dell'Avana, in forte concorrenza con Miami. Negli anni 30, i personaggi del crimine organizzato non erano ignari della vita nei casinò dell'Avana, e si fecero strada in città, Santo Trafficante Jr. era importante al Sans Souci, Meyer Lansky ha diretto l'Hotel Habana Riviera, con Lucky Luciano al Casinò Hotel Nacional, insomma la criminalità organizzata era molto presente. L'Havana Hilton, di proprietà dell'Hospitality Workers Retirement Fund, era l'hotel più alto e più grande dell'America Latina. A quel tempo, L'Avana divenne una capitale esotica di richiamo e numerose attività che vanno da porti turistici, corse automobilistiche di grand prix, spettacoli musicali e parchi.
Lo sviluppo e le opportunità offerte da Cuba e dall'Avana in particolare, resero l'isola una calamita per l'immigrazione, infatti Cuba ricevette milioni di immigrati durante la Repubblica. Per la maggioranza spagnoli, tanto che, si stima che un quarto della popolazione cubana discenda da immigrati spagnoli.
L'Avana ottenne il titolo di essere la città latinoamericana con la più grande popolazione pro capite della classe media, contemporaneamente accompagnata da gioco d'azzardo e corruzione in cui si sapeva che gangster e celebrità si mescolavano socialmente. Durante questa era, l'Avana produceva generalmente più entrate di Las Vegas. Una galleria di ritratti in bianco e nero dell'epoca adornano ancora le pareti del bar presso l'Hotel National, tra cui le immagini di Frank Sinatra con Ava Gardner, Marlene Dietrich e Gary Cooper. Nel 1958, circa 300.000 turisti americani visitarono la città, uno dei visitatori più noti e residenti nella zona fu l'autore americano Ernest Hemingway, che citò: "In termini di bellezza, solo Venezia e Parigi hanno superato l'Avana". Hemingway scrisse alcuni dei suoi famosi romanzi a Cuba e visse lì negli ultimi 22 anni della sua vita. L'Avana aveva 135 cinema in quel momento, più di Parigi o New York.
Dopo la rivoluzione del 1959, il nuovo regime promise di migliorare i servizi sociali, l'edilizia pubblica e gli edifici ufficiali, tuttavia, la carenza che colpì Cuba dopo la brusca espropriazione di tutta la proprietà privata e l'industria sotto un forte modello comunista sostenuto dall'Unione Sovietica seguita dall'embargo statunitense, colpì l'Avana in modo particolarmente duro, di conseguenza, oggi gran parte dell'Avana è in uno stato fatiscente. Nel periodo 1966-1968, il governo cubano nazionalizzò tutte le entità commerciali private a Cuba, fino a "alcuni tipi di piccole forme di commercio al dettaglio" (legge n. 1076). La maggior parte di queste leggi e restrizioni economiche rimane ancora oggi.
Ci fu una grave recessione economica dopo il crollo dell'Unione Sovietica nel 1991. Con esso finirono i sussidi, perdendo così miliardi che l'Unione Sovietica diede al governo cubano, con molti che credevano che il regime appoggiato dai soviet dell'Avana sarebbe presto svanito, come è successo agli stati satellite sovietici dell'Europa orientale. Tuttavia, contrariamente agli stati satellite sovietici dell'Europa orientale, il regime comunista dell'Avana ha prevalso fino agli anni '90. Il peggioramento della situazione è stato illustrato dalla battuta preferita nell'estate del 1991: Poco dopo che Fidel Castro salì al potere, i cartelli nello zoo dell'Avana furono cambiati da "non dare da mangiare agli animali" a "non mangiare il cibo dell'animale, per la forte povertà. Durante il periodo speciale, i cartelli imploravano i visitatori di non mangiare gli animali. In effetti, i pavoni, i bufali e persino il nandù sarebbero scomparsi dallo zoo dell'Avana.
Dopo 50 anni di proibizione, il governo comunista si è sempre più rivolto al turismo per ottenere nuove entrate finanziarie e ha permesso agli investitori stranieri di costruire nuovi hotel e sviluppare l'industria. Paradossalmente, benché gli investimenti stranieri siano ben accetti, ai cubani è vietato partecipare, alla popolazione cubana è permesso lavorare solo come cuochi, giardinieri e tassisti, ma non diventare proprietari o investitori di proprietà, per questi motivi, tra l'altro, l'industria del turismo durante la rivoluzione socialista non è riuscita a generare le entrate previste.

## XXI secolo

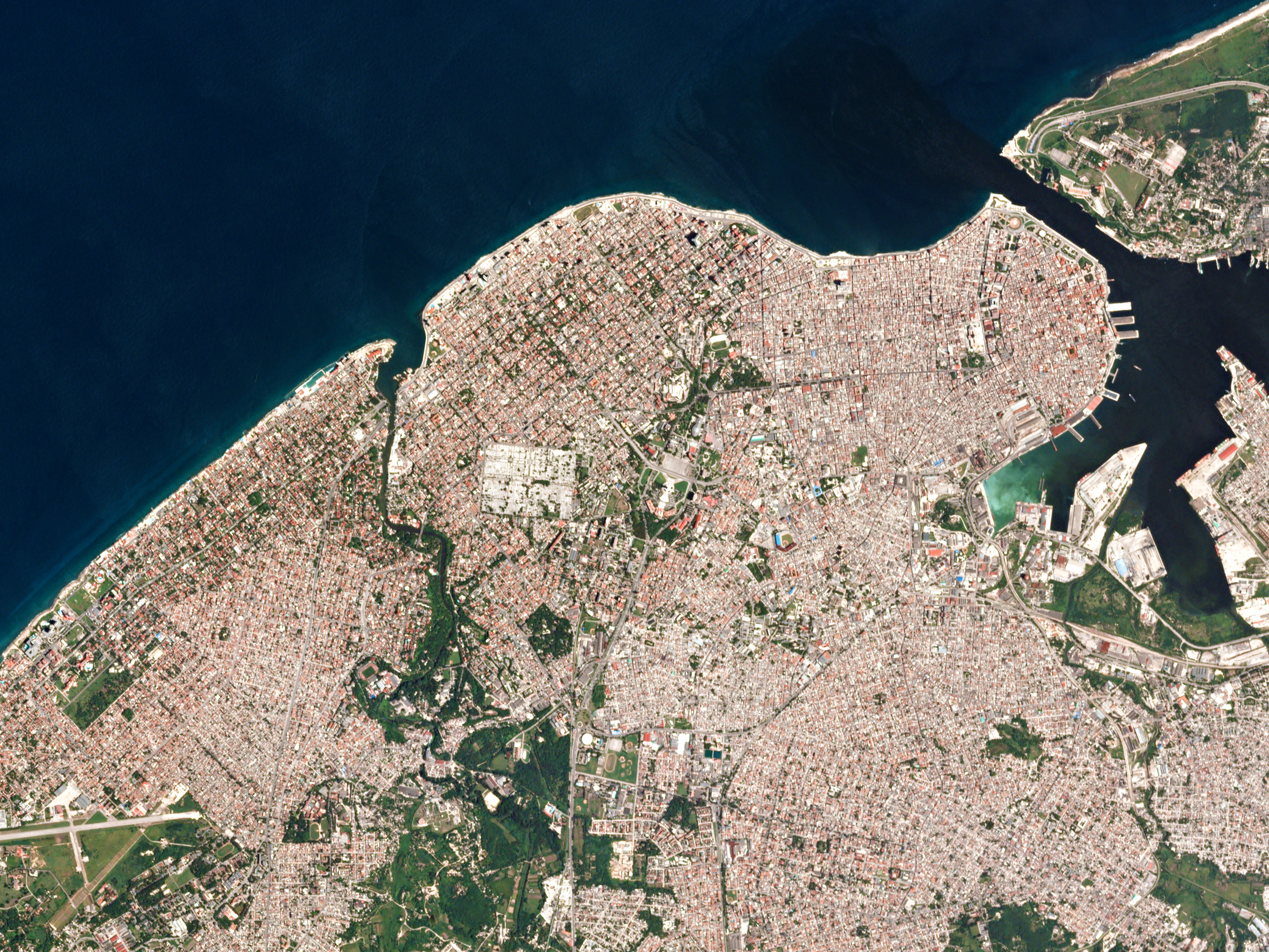
L'Avana nel 2016

Dopo un declino nei primi anni 2000, il turismo cubano ha raggiunto il massimo storico di 2,7 miliardi di dollari (USD) nel 2008. All'Avana Vecchia, sono stati fatti sforzi anche per la ricostruzione a fini turistici e sono state riabilitate numerose strade e piazze, ma L'Avana Vecchia è una grande parte e gli sforzi di restauro si concentrano in solo il 10% della sua area.